# Francesc Vicens i Giralt
Francesc Vicens i Giralt (Barcelona, 19 de juny de 1927 - 4 de juny de 2018) va ser un escriptor i polític català.

## Biografia
Es llicencià en dret a la Universitat de Barcelona el 1949. Des del 1955 va formar part de la cèl·lula universitària clandestina del PSUC juntament amb Octavi Pellissa, Luis Goytisolo i Gay, Manuel Sacristán o Jordi Solé Tura, i fou encarregat de la direcció de la revista Nous Horitzons (el seu nom clandestí era «Joan Berenguer»).
Afeccionat a l'espeleologia, amb Joaquim Montoriol, Ferran Termes, Josep Maria Thomas i Francesc Rovira fundà el Grup d'Exploracions Subterrànies (GES) del Club Muntanyenc Barcelonès (1948), del qual fou el primer president. Amb un equip del seu club, baté el rècord de profunditat de l'estat espanyol a la Cueva del Agua, a Granada (1950). Presidí la Comissió Tècnica d'Exploracions Subterrànies (1954-56). Publicà La Espeleología (1956) i Avencs i Coves. El món de l'Espeleologia (1958), primer llibre de temàtica general sobre el món espeleològic a Catalunya escrit en català. Rebé la medalla Forjadors de la Història Esportiva de Catalunya (1989).
El 1957 fou jutjat per un tribunal militar i empresonat fins al 1958. Marxà aleshores a París, on va estudiar crítica d'art. Allí fou expulsat del PSUC el 1965 (juntament amb Jorge Semprún i Fernando Claudín).
Va ser membre de l'Associació Catalana de Crítics d'Art i de la International Association of Art Crítics. El 1979 va rebre el Premi del Consell d'Europa a un Museu.

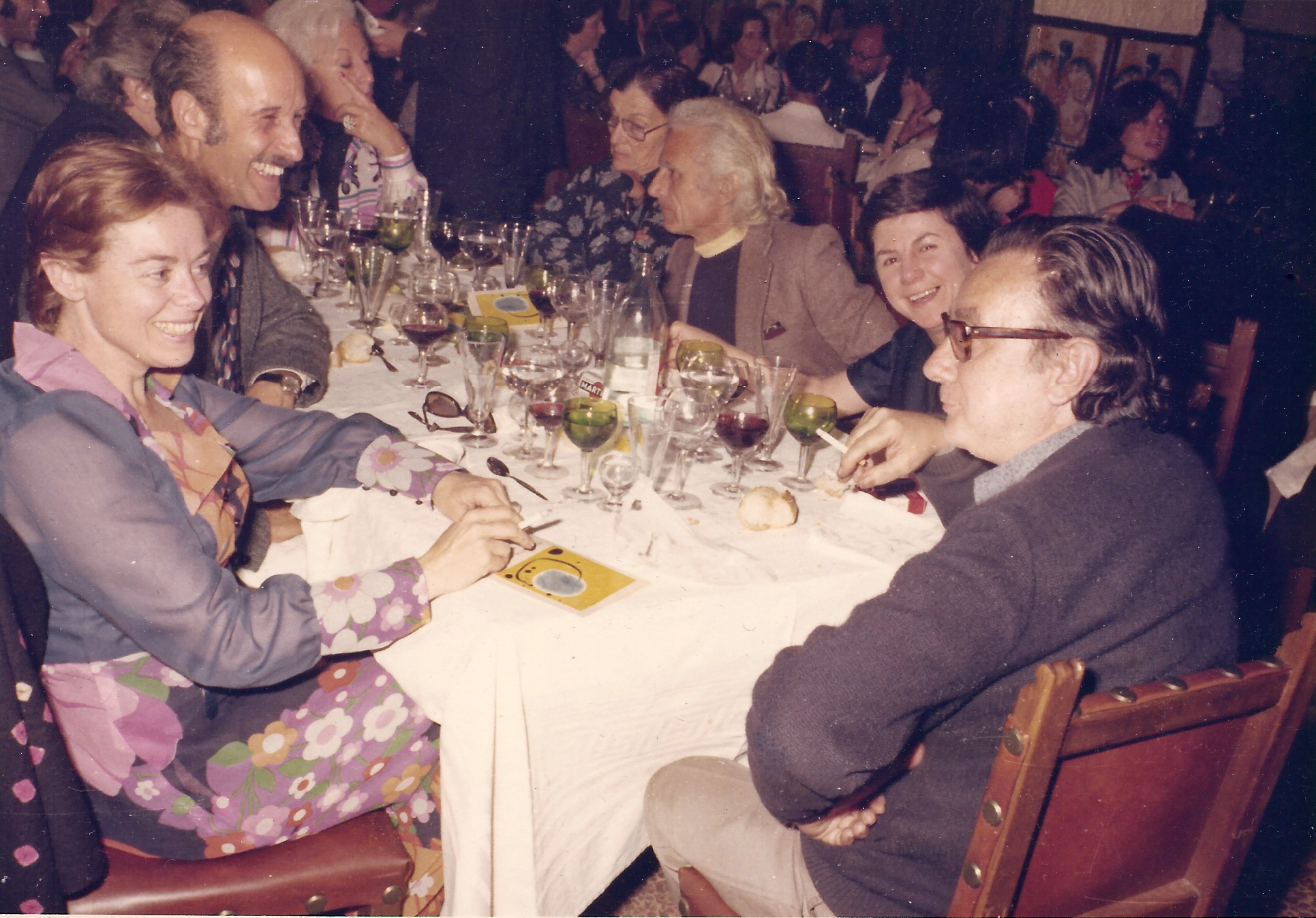
Francesc Vicens (segon per l'esquerra) al sopar del 80è aniversari de Joan Miró, el 1973. L'acompanyen Maria Lluïsa Borràs, Pepa Llopis i Joan Brossa

El 1980 s'incorporà a Esquerra Republicana de Catalunya, partit amb el qual fou diputat al Parlament de Catalunya a les eleccions de 1980 i al Congrés dels Diputats el 1982-86. El 1991 abandonà ERC i s'afilià a Iniciativa per Catalunya, coalició amb la qual fou regidor a l'àrea de Cultura de l'Ajuntament de Barcelona de 1991 a 1995.
Fou autor o coautor de nombrosos escrits sobre art i política, i entre el 1969 i el 1973 dirigí una història de l'art universal en 10 volums. Del 1974 al 1981 també fou el director fundador de la Fundació Joan Miró. Fou el comissari en cap de l'ambiciosa exposició Cien años de Cultura Catalana, que el Ministerio de Cultura de la UCD celebrà a Madrid. El 2009 fou un dels creadors d'Acció per la Democràcia, que demana l'elecció directa dels diputats.

## Obres
- Avencs i Coves (1958)
- Antoni Tapies o l'"Escarnidor de Diademes" (1967)
- Artesania: Art popular (1968)
- Catedral de Tarragona (1970)
- Jorge Castillo (1970)